# Özlem Türeci

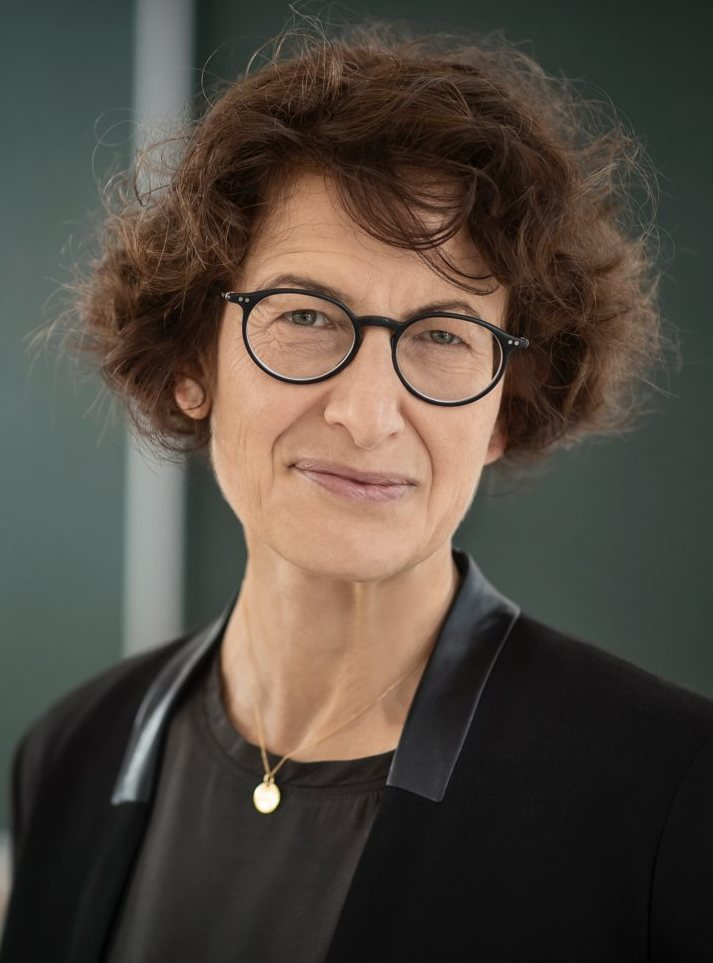
Özlem Türeci (2019)

Özlem Türeci [œzˈlæm ˈtyɾɛdʒɪ] (* 6. März 1967 in Siegen) ist eine deutsche Medizinerin, Wissenschaftlerin und Unternehmerin. Seit 2021 ist sie Professorin für personalisierte Immuntherapie am Helmholtz-Institut für Translationale Onkologie (HI-TRON) und der Johannes Gutenberg-Universität Mainz.
Türeci und ihr Ehemann Uğur Şahin waren 2008 Gründer von BioNTech, einem Unternehmen, das 2020 einen mRNA-basierten Impfstoff gegen COVID-19 entwickelte. Seit 2018 ist sie medizinischer Vorstand von BioNTech.

## Leben und Ausbildung
Özlem Türeci ist die Tochter eines Chirurgen aus dem türkischen Fındıklı, der nach Deutschland gekommen war und im katholischen Krankenhaus St. Elisabeth-Stift in Lastrup im niedersächsischen Landkreis Cloppenburg arbeitete. Sie wuchs zunächst bei ihren Großeltern in Istanbul und ab ihrem vierten Lebensjahr in Lastrup auf. Türeci besuchte u. a. das Städtische Gymnasium in Bad Driburg und das Werner-von-Siemens-Gymnasium in Bad Harzburg. Sie studierte Humanmedizin an der Universität des Saarlandes in Homburg und promovierte 1992 an der Medizinischen Fakultät des Saarlandes. Sie war Habilitations- und Heisenbergstipendiatin der Deutschen Forschungsgemeinschaft. Schwerpunkt ihrer Forschung ist die Identifikation und Charakterisierung von tumorspezifischen Molekülen und die Entwicklung von Immuntherapien gegen Krebs. 2002 erfolgte die Habilitation an der Johannes Gutenberg-Universität in Mainz im Fach Molekulare Medizin.
Türeci lernte Uğur Şahin während ihrer Tätigkeit am Universitätsklinikum des Saarlandes in Homburg kennen, an dem sie ihr letztes Studienjahr absolvierte. 2002 heiratete das Paar, das eine gemeinsame Tochter hat.
Auf Vorschlag der rheinland-pfälzischen Landtagsfraktion der SPD war sie stimmberechtigtes Mitglied der 17. Bundesversammlung zur Wahl des Bundespräsidenten 2022.
Seit März 2022 ist Türeci Ehrenbürgerin der Landeshauptstadt Mainz.

## Wirken
Türeci war Mitgründerin und ist seit 2011 Vorsitzende des deutschen Forschungs-Spitzenclusters für individualisierte Immunintervention Ci3 des Bundesministeriums für Bildung und Forschung und seit 2019 President of the Association for Cancer Immunotherapy (CIMT), des größten europäischen Verbandes für Krebsimmuntherapie. Sie ist international als Vortragsrednerin aktiv.
Özlem Türeci arbeitet als Medizinerin und Grundlagenforscherin auf dem Gebiet der Immunologie. Sie erforscht Zielstrukturen, um neue Therapien gegen Krebserkrankungen, Infektionskrankheiten und Erkrankungen des Immun- und Nervensystems zu entwickeln. Ein Fokus liegt dabei auf der Identifikation und Charakterisierung von tumorspezifischen Molekülen und der Entwicklung personalisierter Therapieansätze.
Mit den Mitteln aus dem erfolgreichen Impfstoff will BioNTech sein ursprüngliches Ziel verfolgen, einen mRNA-basierten Krebsimpfstoff zu entwickeln. Türeci erklärte im März 2021, dass das Unternehmen über mehrere Impfstoffe verfüge und diese innerhalb von zwei Jahren Patienten anbieten wolle. Im Idealfall werden sie in der Lage sein, maßgeschneiderte Therapien für einzelne Patienten zu entwickeln. Bisher hat das Unternehmen über 440 Patienten mit 17 Tumorarten behandelt.
Darüber hinaus arbeitet BioNTech an einem mRNA-Impfstoff zur Vorbeugung von Malaria und prüft die Herstellung von Impfstoffen in Afrika.

### Universitätsmedizin Mainz
Türeci war Mitarbeiterin der III. Medizinischen Klinik der Universitätsmedizin Mainz und Arbeitsgruppenleiterin im dortigen Sonderforschungsbereich Immunologie. Seit dem Jahr 2002 ist sie als Privatdozentin an der Universitätsmedizin Mainz im Bereich der Krebsimmuntherapie tätig. Laut eigener Aussage beobachtete sie in dieser Zeit, „dass die Wissenschaft nicht immer am Patientenbett ankommt.“ Dieser Missstand veranlasste Türeci, zusammen mit ihrem Ehemann Uğur Sahin und ihrem Mentor Christoph Huber die beiden unten genannten Firmen zu gründen wie auch das Konzept einer Forschungseinrichtung für Translationale Onkologie (TRON) zu entwickeln, die 2001 in Form einer gemeinnützigen GmbH realisiert wurde.  Dabei handelt es sich um ein biopharmazeutisches Forschungsinstitut, das neue Diagnostika und Arzneimittel für die Therapie von Krebs und anderen Erkrankungen mit hohem medizinischem Bedarf entwickelt. 2018 gründete TRON gemeinsam mit dem DKFZ und der Universität Mainz das „Helmholtz-Institut für Translationale Onkologie (HI-TRON) Mainz“. Türeci nahm Ende 2021 den Ruf auf die Professur für „Personalisierte Immuntherapie“ an der Universitätsmedizin der Johannes Gutenberg-Universität Mainz und dem 2019 gegründeten Helmholtz-Institut „HI-TRON Mainz“ an.

### Ganymed Pharmaceuticals
Türeci gründete 2001 mit ihrem späteren Ehemann Uğur Şahin das Unternehmen Ganymed Pharmaceuticals. Ganymed und auch die später gegründete BioNTech sind Ausgründungen der Johannes Gutenberg-Universität Mainz. Dieses Unternehmen entwickelte den monoklonalen Antikörper Zolbetuximab, welcher gegen Speiseröhren- und Magenkrebs eingesetzt werden soll. Türeci leitete das Unternehmen von 2008 bis 2016 in der Funktion des Chief Executive Officers (CEO) bis zur Übernahme. Davor war sie von 2001 bis 2008 Chief Scientific Officer (CSO). 2016 wurde das Unternehmen für einen mindestens dreistelligen Millionenbetrag an Astellas Pharma verkauft und ist nun eine Tochtergesellschaft. Nach erfolgreichen Phase-II-Studien befindet sich das Medikament Stand 2020 in der Phase III.

### BioNTech

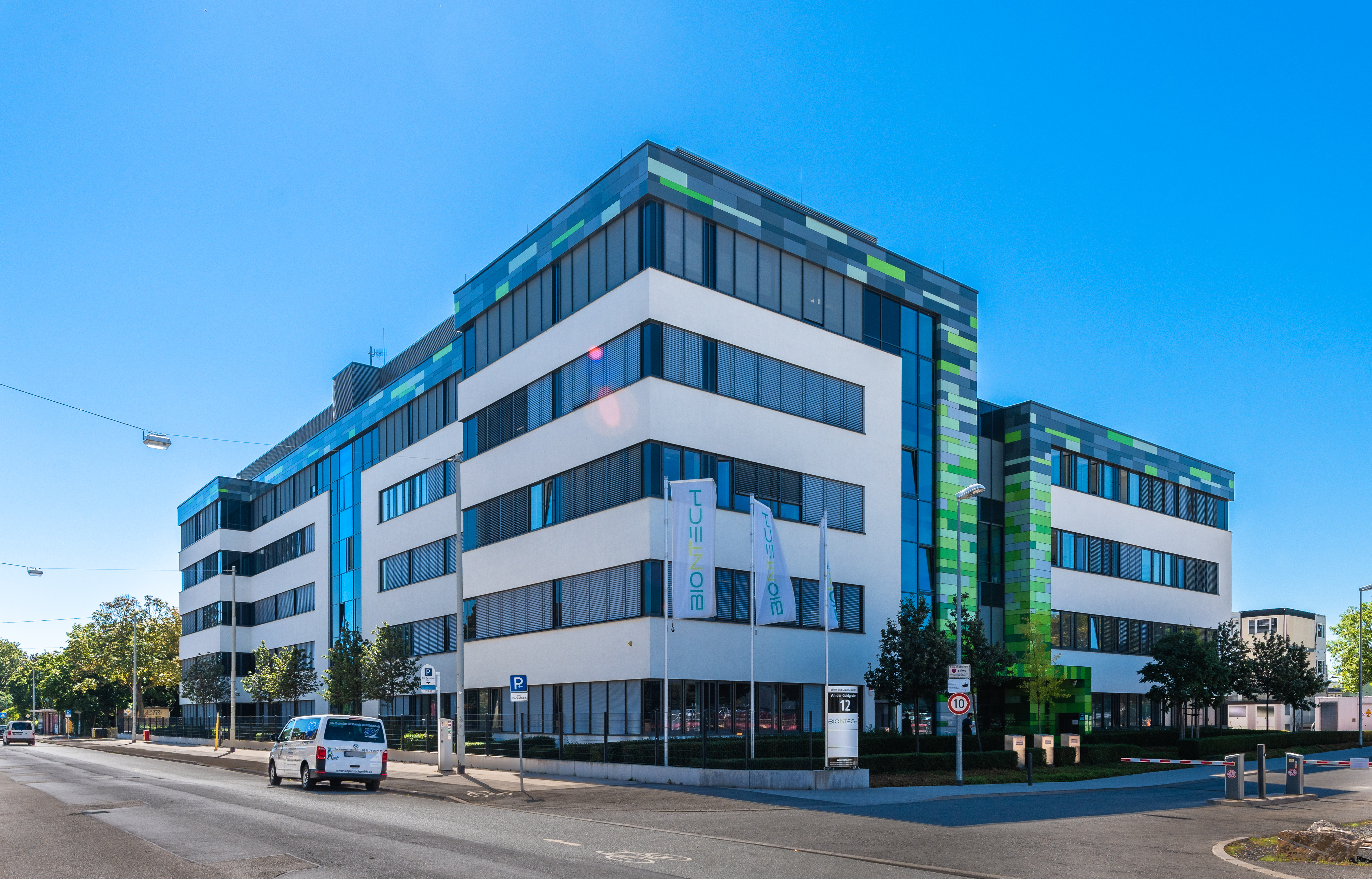
Firmensitz von BioNTech in Mainz

Türeci gehörte 2008 zu den Gründern des Biotechnologie-Unternehmens BioNTech mit Sitz in Mainz, dessen medizinische Geschäftsführerin (Chief Medical Officer, CMO) sie seit 2018 ist. Von 2009 bis 2018 war sie Vorsitzende des wissenschaftlichen Beirats des Unternehmens. BioNTech ist auf die Entwicklung und Herstellung von aktiven Immuntherapien für einen patientenspezifischen Ansatz zur Behandlung von Krebs und anderen schweren Krankheiten fokussiert. Türeci ist als CMO vor allem für die Klinische Forschung und Entwicklung verantwortlich. BioNTech forscht seit Januar 2020 unter der Leitung von Türeci und ihrem Ehemann Uğur Şahin, welcher Vorstandsvorsitzender des Unternehmens ist, an einem Impfstoff gegen die Infektionskrankheit COVID-19. Sie war damit verantwortlich für den Bereich der klinischen Studien bei der Entwicklung des Impfstoffs BNT162b2 (Handelsname Comirnaty). Türeci ist an mehr als 500 Patenten beteiligt, die sie mit ihrem Unternehmen und Partnern angemeldet hat.

## Mitgliedschaften
Türeci ist Mitglied in verschiedenen Gesellschaften und Gremien.
- 2004: Deutsche Gesellschaft für Immunologie
- 2010: Gründungsmitglied des Translational Oncology, University Medical Center, Johannes Gutenberg-Universität Mainz (TRON)[45]
- 2011: Vorsitzende und Mitinitiatorin, Cluster für Individualisierte ImmunIntervention (Ci3) in der Rhein-Main-Region (Rheinland-Pfalz, Hessen, Baden-Württemberg), Bundesministerium für Bildung und Forschung[46]
- 2013: Deutsche Gesellschaft für Hämatologie und Medizinische Onkologie
- 2013: American Association for Cancer Research (AACR)[47]
- 2019: American Society of Clinical Oncology (ASCO)
- 2021: Nationale Akademie der Wissenschaften Leopoldina und Akademie der Wissenschaften und der Literatur Mainz[1][48]

## Auszeichnungen (Auswahl)

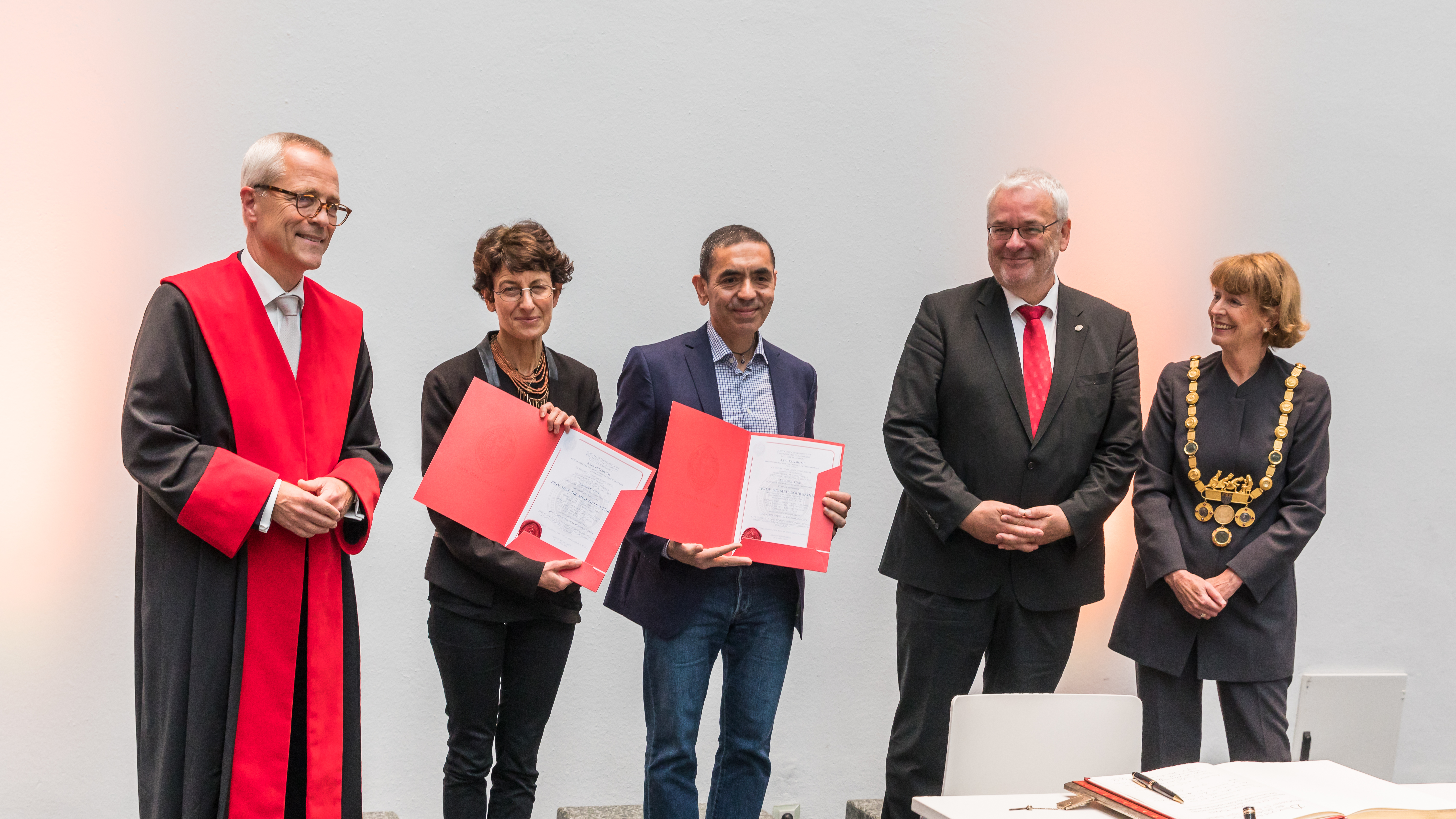
Verleihung der Ehrendoktorwürde der Medizinischen Fakultät der Universität zu Köln im Kölner Rathaus, 2021

- 1995: Vincenz-Czerny-Preis der Deutschen Gesellschaft für Hämatologie und Onkologie (zusammen mit Uğur Şahin)[49]
- 1997: Calogero Pagliarello-Forschungspreis der Medizinischen Fakultät der Universität des Saarlandes (zusammen mit Uğur Şahin)
- 2005: Georges-Köhler-Preis der Deutschen Gesellschaft für Immunologie (zusammen mit Uğur Şahin)[50]
- 2020: Deutscher Nachhaltigkeitspreis (zusammen mit Uğur Şahin)[51]
- 2020: Financial Times Person of the Year (zusammen mit Uğur Şahin)[52]
- 2021: Axel Springer Award (zusammen mit Uğur Şahin)[53]
- 2021: Großes Verdienstkreuz mit Stern des Verdienstordens der Bundesrepublik Deutschland (zusammen mit Uğur Şahin)[54][55]
- 2021: gewähltes Mitglied der European Molecular Biology Organization (zusammen mit Uğur Şahin)
- 2021: Prinzessin-von-Asturien-Preis in der Kategorie „Wissenschaftliche Forschung“ (zusammen mit Uğur Şahin)[56]
- 2021: Ehrendoktorwürde der Medizinischen Fakultät der Universität zu Köln (zusammen mit Uğur Şahin)[57]
- 2021: Eintrag ins Goldene Buch der Stadt Köln am 17. September 2021 (zusammen mit Uğur Şahin)[58]
- 2021: William B. Coley Award (zusammen mit Katalin Karikó, Drew Weissman und Uğur Şahin)
- 2021: Karl-Heinz-Beckurts-Preis (mit Uğur Şahin, erstmals vergebene Ehrenmedaille)[59]
- 2021: Medal of Honor der Society for Immunotherapy of Cancer (SITC; zusammen mit Uğur Şahin)[60]
- 2021: Deutscher Zukunftspreis (zusammen mit Uğur Şahin, Christoph Huber und Katalin Karikó)
- 2021: Akademiepreis des Landes Rheinland-Pfalz für innovative Zukunft und Forschung[61]
- 2021: Meyenburg-Preis (zusammen mit Uğur Şahin und Katalin Karikó)
- 2022: Paul Ehrlich- und Ludwig Darmstaedter-Preis (zusammen mit Uğur Şahin)[62]
- 2022: Ehrendoktorwürde der Philipps-Universität Marburg (zusammen mit Uğur Şahin)[63]
- 2022: Louis-Jeantet-Preis (zusammen mit Uğur Şahin und Katalin Karikó)[64]
- 2022: Werner-von-Siemens-Ring (zusammen mit Uğur Şahin, Katalin Karikó und Christoph Huber)[65]
- 2022: Verdienstorden des Landes Rheinland-Pfalz (zusammen mit Uğur Şahin)[66]
- 2022: Ehrenring der Universitätsmedizin Mainz (zusammen mit Uğur Şahin)[67]
- 2022: Ehrenbürgerin von Mainz[68][69]
- 2022: Novo Nordisk Prize[70]
- 2022: Warren Alpert Foundation Prize[71]
- 2022: Reward to Humanity der Vehbi-Koç-Stiftung (zusammen mit Uğur Şahin)[72]
- 2022: Hochschullehrer des Jahres (zusammen mit Uğur Şahin)
- 2022: Deutscher Immunologie-Preis (zusammen mit Uğur Şahin und Katalin Karikó)[73]
- 2023: Ernst-Jung-Preis für Medizin
- 2023: Internationaler Antonio-Feltrinelli-Preis (zusammen mit Uğur Şahin)
- 2023: Aufnahme in den Orden Pour le mérite (zusammen mit Uğur Şahin)[74]
- 2025: Deutscher Nationalpreis (zusammen mit Uğur Şahin)[75]

## Veröffentlichungen (Auswahl)
Die PubMed-Datenbank der U.S. National Library of Medicine listet über 130 Publikationen, an denen Türeci mitgewirkt hat, davon an etlichen als Erst- oder Letztautorin.
Die Datenbank der U.S. National Library of Medicine listet 100 klinische Studien und andere Publikationen, an denen Türeci mitgewirkt hat, davon an neun als Erstautorin.
- 2021: Projekt Lightspeed: Der Weg zum BioNTech-Impfstoff – und zu einer Medizin von morgen, gemeinsam mit Joe Miller und Uğur Şahin, Rowohlt Verlag, Hamburg 2021, ISBN 978-3-498-00277-0.

mRNA-Therapeutika
- S. Kreiter, A. Selmi, M. Diken, M. Koslowski, C. M. Britten, C. Huber, O. Tureci, U. Sahin: Intranodal vaccination with naked antigen-encoding RNA elicits potent prophylactic and therapeutic antitumoral immunity. In: Cancer Res. Band 70, Nr. 22, 2010, S. 9031–9040, PMID 21045153 (englisch).

Programmierbare Zelltherapien
- T. Omokoko, P. Simon, O. Tureci, U. Sahin: Retrieval of functional TCRs from single antigen-specific T cells: Toward individualized TCR-engineered therapies. In: Oncoimmunology. Band 4, Nr. 7, 2015, PMID 26140230 (englisch).

Antikörper
- Christiane R Stadler, Hayat Bähr-Mahmud, Laura M Plum, Kathrin Schmoldt, Anne C Kölsch, Özlem Türeci & Ugur Sahin: Characterization of the First-in-Class T-Cell Engaging Bispecific Single-Chain Antibody for Targeted Immunotherapy of Solid Tumors Expressing the Oncofetal Protein Claudin 6. In: OncoImmunology. 2015, doi:10.1080/2162402X.2015.1091555 (englisch).

Small Molecule-Immunmodulatoren
- F. Vascotto, J. Petschenka, K. C. Walzer, M. Vormehr, M. Brkic, S. Strobl, R. Rösemann, M. Diken, S. Kreiter, Ö. Türeci, U. Sahin: Intravenous delivery of the toll-like receptor 7 agonist SC1 confers tumor control by inducing a CD8+ T cell response. In: Oncoimmunology. Band 8, Nr. 7, 2019, PMID 31143525 (englisch).